# Masicera consobrina
Masicera consobrina là một loài ruồi trong họ Tachinidae.